# Marcelo Pletsch
Marcelo Pletsch (Toledo, 13 maggio 1976) è un ex calciatore brasiliano naturalizzato tedesco.
Dal 2003 è cittadino tedesco.

## Carriera
Nel 1999 il Borussia Mönchengladbach lo prelevò dal DF Oliveira. Nel corso della stagione 2004-2005 fu sospeso per alcune dichiarazioni rese alla stampa e il suo ricorso respinto dal tribunale di Mönchengladbach. Nel 2005-2006 si trasferì al Kaiserslautern, dove rimase una stagione. Dal 2006 al 2008 militò nel Panionios allenato da Ewald Lienen. Nel gennaio 2008 fu acquistato dall'Omonia Nicosia e nell'estate 2009 si è trasferito al Vojvodina.
Si ritira nel maggio 2011.

## Controversie
Il 5 ottobre 2016 sono stati trovati, in un camion di sua proprietà, ben 793 kg di Marijuana. Infine è stato arrestato. Secondo la Bild la polizia militare brasiliana ha perquisito un camion bianco sul cui tetto sono state trovate 854 piantine pressate. La nuova attività di Pletsch una volta appesi gli scarpini al chiodo era quella di allevatore di maiali al confine con il Paraguay.